# Natalie Batalha

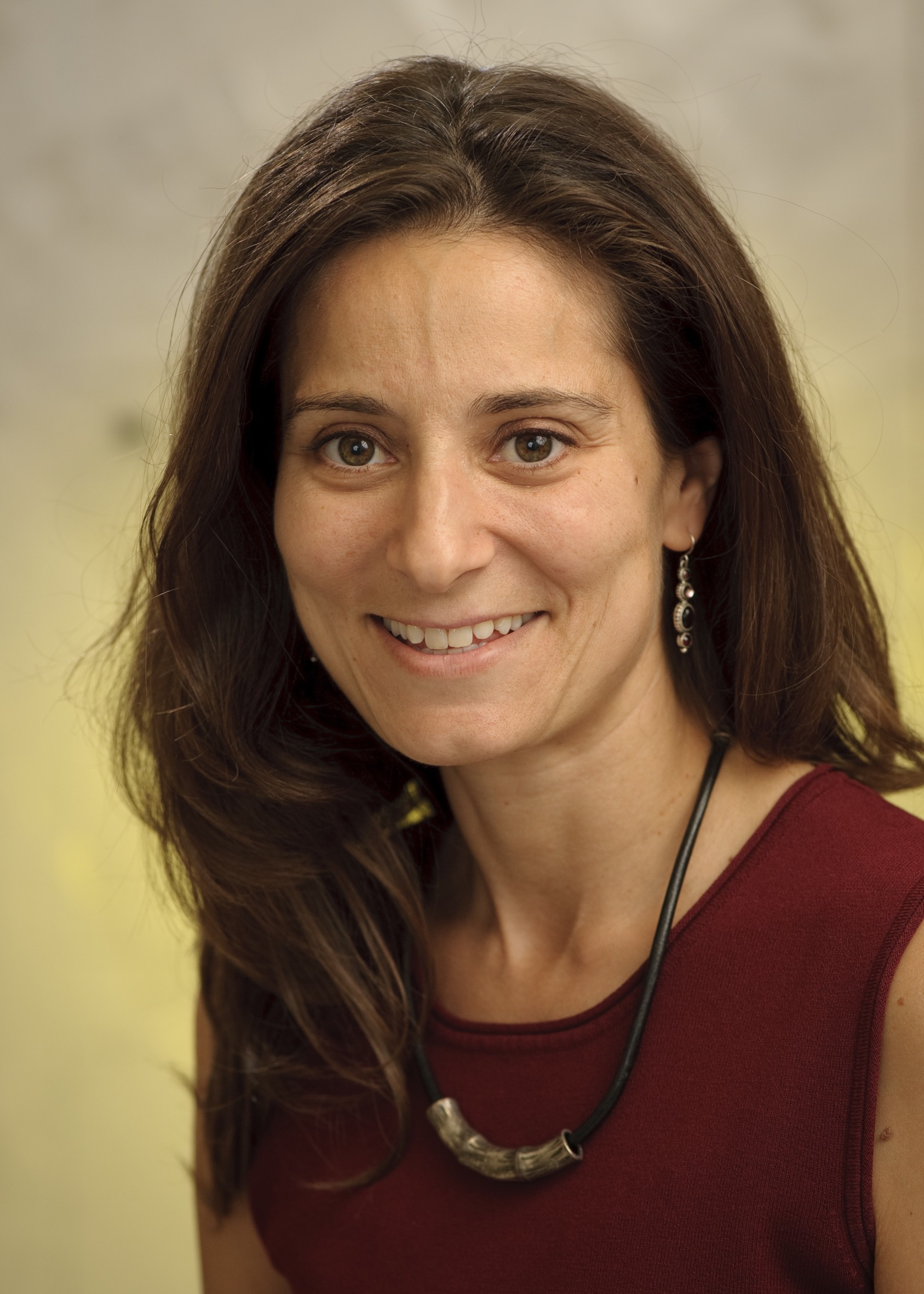
Natalie Batalha (2012)

Natalie M. Batalha (* 14. Mai 1966 in Kalifornien) ist eine US-amerikanische Astrophysikerin.

## Leben
Dem Beruf ihrer Eltern folgend begann Natalie Batalha ein Studium der Wirtschaftswissenschaften an der University of California, Berkeley. Nach einem Praktikum während der vorlesungsfreien Zeit am Wyoming Infrared Observatory wechselte sie ihre Fachrichtung und schloss schließlich 1989 mit einem Bachelor in Physik und Astronomie ab. Ihren Master absolvierte sie 1992 am Observatório Nacional in Rio de Janeiro. Mit ihrer Arbeit „Doppler Imaging of Young Late-Type Stars: HII 686, HII 3163, and P1724“ promovierte sie 1997 bei Steven Vogt an der University of California, Santa Cruz.  Seit 2000 erforscht sie extrasolare Planeten am Ames Research Center. Seit 2002 ist sie Assistant Professor für Physik und Astronomie an der San José State University.
Als eine von fünf Ames-Wissenschaftlern war Batalha seit 2011 als Mission Scientist für die NASA an der Kepler-Mission beschäftigt. 2019 wurde sie in die American Academy of Arts and Sciences gewählt.
Ihr Projekt The Transiting Exoplanet Community Early Release Science Program erhielt als eines von 13 Programmen den Zuschlag für Beobachtungszeiten mit dem James-Webb-Weltraumteleskop. Das Space Telescope Science Institute war für die Auswahl der Programme zuständig.

## Aufsätze (Auswahl)
- Batalha, Natalie M.; Borucki, W.; Caldwell, D. A.; Chandrasekaran, H.; Gautier, T. N.; Jenkins, J.; Koch, D. G., "Optimization of the Kepler Field of View", AAS 209, 210.08; BAAS Vol. 38, p.1188 (2006)
- C. Batalha, N. Batalha, S. Alencar, D. Lopes, E. Duarte, "Variability of Southern T Tauri Stars (VASTT) III. The Continuum Flux Changes of the TW Hydrae Bright Spot", Astrophysical Journal, 580, 343, (2002).
- N.M. Batalha, C.C. Batalha, G.S. Basri, Accretion-Induced Lithium Line Enhancements in Classical T Tauri Stars: RW Aur, Astrophysical Journal 532, 474 (2000).
- N.M. Batalha, S.S. Vogt, Doppler Imaging Results of Pleiades ZAMS Stars: HII 686 and HII 3163, Astrophysical Journal supplement Series 123, 251 (1999).
- C.C. Batalha, D.F. Lopes, N.M Batalha, VASTI I: The Continuum and the H-beta Inverse Pcygni Profiles of GQ Lupi, Astrophysical Journal 548, 377 (2001).